# سدیو (اسپانیا)
سدیو (به اسپانیایی: Cedillo) یک منطقهٔ مسکونی در اسپانیا است که در استان کاسرس واقع شده‌است. سدیو ۶۱ کیلومتر مربع مساحت دارد ۲۷۰ متر بالاتر از سطح دریا واقع شده‌است.